# CHL Import Draft 2011
CHL Import Draft 2011 – 20. draft CHL w historii. Łącznie wybrano 62 zawodników (przewidziano 119 wyborów).

## Wybrani
Pozycje: B – bramkarz, LO – lewy obrońca, PO – prawy obrońca, C – center, LS – lewoskrzydłowy, PS – prawoskrzydłowy

Ligi: OHL – Ontario Hockey League, QMJHL – Quebec Major Junior Hockey League, WHL – Western Hockey League

### Runda 1
| #  | Zawodnik (pozycja)      | Pochodzenie | Klub macierzysty        | Klub wybierający (liga)       |
| -- | ----------------------- | ----------- | ----------------------- | ----------------------------- |
| 1  | Olli Määttä (LO)        | Finlandia   | JYP U20                 | London Knights (OHL)          |
| 2  | Michaił Grigorienko (C) | Rosja       | Krasnaja Armija Moskwa  | Quebec Remparts (QMJHL)       |
| 3  | Victor Rask (C)         | Szwecja     | Leksands IF             | Calgary Hitmen (WHL)          |
| 11 | Sven Andrighetto (PS)   | Szwajcaria  | GC Küsnacht Lions       | Rouyn-Noranda Huskies (QMJHL) |
| 17 | Ņikita Koļesņikovs (LO) | Łotwa       | HK Rīga                 | Shawinigan Cataractes (HL)    |
| 22 | Radek Faksa (C)         | Czechy      | HC Oceláři Trzyniec     | Kitchener Rangers (OHL)       |
| 37 | Władimir Tkaczow (C)    | Rosja       | Bars Kazań              | Erie Otters (OHL)             |
| 45 | Zemgus Girgensons (C)   | Łotwa       | Dubuque Fighting Saints | Kelowna Rockets (OHL)         |
| 55 | Artur Haurus (C/LS)     | Białoruś    | HK Nioman Grodno 2      | Owen Sound Attack (OHL)       |
| 60 | Marko Daňo (PS)         | Słowacja    | HC Dukla Trenczyn U20   | Prince George Cougars (WHL)   |

### Runda 2
| #  | Zawodnik (pozycja)   | Pochodzenie | Klub macierzysty  | Klub wybierający (liga)  |
| -- | -------------------- | ----------- | ----------------- | ------------------------ |
| 66 | Malte Strömwall (PS) | Szwecja     | Linköpings HC J18 | Tri-City Americans (WHL) |